# Barricada
I Barricada sono un gruppo punk spagnolo, fondato nella città di Pamplona nel 1982.Con i suoi 18 dischi e gli innumerevoli concerti alle sue spalle è una delle band più longeve nel panorama rock spagnolo.

## Storia
Il gruppo fu fondato nel 1982 a Pamplona da Enrique Villareal (El Drogas), voce e basso; José, batteria; Sergio Osés come secondo chitarrista e da Javier Hernández, voce e chitarra.
Il primo concerto risale all'aprile del 1982 e l'anno successivo vede la nascita del primo disco. Gli anni seguenti vedono una continua ascesa del gruppo, anche se un evento luttuoso colpisce la band: il batterista, infatti, muore a causa di un trauma cerebrale. Gli anni successivi sono ancora coronati da una crescente fama. I Barricada pertanto si dimostrano una delle più longeve e importanti band punk spagnole, al pari degli Ska-p o dei Boikot. 
Nel 2008 viene pubblicato 25 años de rocanrol, un cofanetto che raccoglie i migliori successi del gruppo.

## Componenti
- Enrique Villareal «El Drogas» - voce e basso
- Javier Hernández «Boni» - voce e chitarra
- Alfredo Piedrafita - chitarra
- Ibon Sagarna «Ibi» - batteria

## Discografia
- Noche de Rock&Roll, 1983
- Barrio conflictivo, 1985
- No hay tregua, 1986
- No sé qué hacer contigo, 1987
- Rojo, 1988
- Pasión por el ruido, 1989
- Barricada (album), 1990 (Disco d'Oro)
- Barricada 83–85, 1990
- Por instinto, 1991 (Disco di Platino)
- Balas blancas, 1992 (Disco di Platino)
- La araña, 1994 (Disco d'Oro)
- Los singles, 1995
- Insolencia, 1996
- Salud y rocanrol, 1997
- Acción directa, 2000
- Bésame, 2002
- Hombre mate hombre, 2004
- Latidos y mordiscos, 2006
- 25 años de rocanrol, (2 CD + 2 DVD), 2008